# Megacheira
Megacheira ('grote handen', ook historisch gezien grote geleedpotigen) zijn een klasse van uitgestorven roofzuchtige geleedpotigen die wordt bepaald door hun bezit van stekelige 'grote aanhangsels'. Hun taxonomische positie is controversieel, met studies die ze beschouwen als euarthropoden uit de stamgroep, of cheliceraten uit de stamgroep. De homologie van de grote aanhangsels met de kopaanhangsels van andere geleedpotigen is ook controversieel. Onbetwiste leden van de groep waren aanwezig in mariene omgevingen over de hele wereld, van het lagere tot het midden van het Cambrium.

## Morfologie
Megacheiriërs worden gekenmerkt door hun bezit van unirame 'grote aanhangsels', die hun eerste paar hoofdaanhangsels zijn. De eerste of twee proximale segmenten/podomeren hebben geen stekel (er wordt beweerd dat de veronderstelde eerste van de twee proximale podomeren eigenlijk een artrodiaal membraan is), terwijl de overige drie tot vier meer distale podomeren elk typisch een enkele stekel dragen, vastgemaakt aan het distale uiteinde van het segment, waarbij het (de) stekelloze proximale segment(en) doorgaans zijn (is) verbonden met de stekeldragende distale segmenten door een elleboogachtig gewricht, dat naar boven krult. De grote aanhangsels zijn geïnterpreteerd als grijpende ledematen die betrokken zijn bij predatie, waarbij die van sommige geslachten zoals Yohoia structureel vergelijkbaar zijn met de grijpende poten van maxillipeden van bidsprinkhaankreeften. De stekels op de grote aanhangsels van leanchoilide megacheiriden als Leanchoilia en Yawunik zijn langwerpige tot flagella-achtige structuren, wat duidt op een sensorische rol naast een roofzuchtige functie. Het lichaam is verdeeld in het hoofd en de romp. De birameuze ledematen van megacheiriden zijn homonoom (dat wil zeggen hebben weinig differentiatie van elkaar), met endopoden die typisch zijn verdeeld in zeven segmenten/podomeren, en peddelvormige exopoden, die zijn omzoomd met dunne lamellen. Er is gesuggereerd dat de tweearmige ledematen van ten minste enkele megacheiriden kale exieten hebben.

## Taxonomie
Er worden verschillende onderverdelingen binnen de groep erkend, waaronder Jianfengiidae (inclusief Fortiforceps, Jianfengia, Sklerolibyon en mogelijk Parapeytoia) die bekend zijn uit het vroege Cambrium van China, evenals de Cheiromorpha (met ten minste Yohoia, Haikoucaris en Leanchoiliidae), met zekerheid bekend uit het vroeg tot midden Cambrium van Noord-Amerika, China en Australië, dat zich onderscheidt van Jianfengiidae door een kleiner aantal lichaamssegmenten te hebben (twintig+ bij Jianfengiidae, vergeleken met typisch slechts elf tot dertien bij Cheiromorpha). De monofylie van Megacheira is onzeker, met sommige studies die de groep als parafyletisch vinden.
Parapeytoia, die vroeger verkeerd werd geïnterpreteerd als een radiodont, werd later gesuggereerd een lid te zijn van deze groep. Mogelijke megacheiriden zijn onder meer Enalikter beschreven vanuit het Siluur van het Verenigd Koninkrijk, en Bundenbachiellus uit het Vroeg-Devoon van Duitsland; vanwege hun bezit van grote aanhangselachtige hoofdaanhangsels. Hun verwantschap met megacheiriden is echter in twijfel getrokken vanwege de onzekere homologie van hun aanhangsels. Er is gesuggereerd dat Kootenichela een chimaera is van verschillende geleedpotige taxa. Eerdere opname van een aantal 'tweekleppige' geslachten zoals Forfexicaris, Ovalicephalus en Occacaris in Megacheira werd door latere onderzoeken in twijfel getrokken. Het Orsten-taxon Oelandocaris uit het Laat-Cambrium, dat doorgaans wordt beschouwd als een familielid van een schaaldier, is in sommige onderzoeken ook gesuggereerd als een megacheiride.

## Verwantschap met andere geleedpotigen
Van megacheiriden wordt gesuggereerd dat het Chelicerata van de stamgroep of geleedpotigen van de stamgroep zijn, waarbij de eerste hypothese is gebaseerd op de cheliceratenachtige morfologie van de grote aanhangsels naast hun neuroanatomie en de aanwezigheid van een gereduceerd labrum dat lijkt op die van moderne cheliceraten, waarbij wordt beweerd dat cheliceren en de grote aanhangsels homologe structuren zijn. Andere studies suggereren dat de megacheiriden stamgroepgeleedpotigen zijn, gebaseerd op het argument dat de grote aanhangsels homoloog zijn aan de frontale aanhangsels van stamgroepgeleedpotigen als Isoxys en radiodonten. Deze identiteit wordt betwist, terwijl andere auteurs suggereren dat de frontale aanhangsels van radiodonten homoloog zijn aan het labrum van moderne geleedpotigen.